# Taeniopsetta
Taeniopsetta is een geslacht van straalvinnige vissen uit de familie van botachtigen (Bothidae). Het geslacht is voor het eerst wetenschappelijk beschreven in 1905 door Gilbert.

## Soorten
- Taeniopsetta ocellata (Günther, 1880)
- Taeniopsetta radula Gilbert, 1905